# 艾斯尤特机场
27°02′47″N 031°00′43″E / 27.04639°N 31.01194°E

艾斯尤特国际机场（阿拉伯语：‎）是阿拉伯埃及共和国艾斯尤特省省会艾斯尤特市的国际机场。
2008年，该机场接待旅客323,708人次，比2007年增加147.7%。

## 客运航空公司及航点
- 阿拉伯航空（沙迦）
- 亚历山大航空（亚历山大、科威特）
- 巴林航空（巴林）
- 埃及航空（开罗、科威特）[3]
- 半岛航空（科威特）
- 科威特航空（科威特）
- 萨玛航空（吉达）